# Альтман, Омри
Омри Альтман (ивр. עומרי אלטמן‎; 23 марта 1994, Рамат-Ган) — израильский футболист, нападающий кипрского клуба «АЕК Ларнака» и сборной Израиля.

## Биография
Родился в Рамат-Гане в семье выходцев из Венгрии и имеет венгерское гражданство.

### Клубная карьера
Воспитанник тель-авивского «Маккаби». В 2011 году перешёл в молодёжную команду английского «Фулхэма». Профессиональную карьеру начал в сезоне 2013/14, после возвращения в «Маккаби», за который сыграл 11 матчей в чемпионате Израиля и 5 матчей на групповой стадии Лиги Европы УЕФА. В сезоне 2014/15 выступал на правах аренды в «Хапоэль» Петах-Тиква. В 2015 году подписал контракт с тель-авивским «Хапоэлем», где провёл два сезона. В 2017 году перешёл в греческий «Панатинаикос», в его составе сыграл 30 матчей и забил 4 гола в чемпионате Греции. В 2019 году вернулся в «Хапоэль», где провёл ещё два сезона. В 2021 году Альтман подписал контракт с португальской «Арокой», но за полгода сыграл лишь 5 матчей в чемпионате Португалии и в январе 2022 года перешёл в кипрский «АЕК Ларнака».

### Карьера в сборной
Выступал за юношеские и молодёжную сборные Израиля. В 2013 году вошёл в состав сборной на домашний для Израиля молодёжный чемпионат Европы, но сыграл только в одном матче против Англии (1:0), в котором Израиль одержал победу. При этом выйти из группы сборной не удалось.
В сентябре 2022 года Альтман впервые был вызван в основную сборную Израиля. В её составе дебютировал 27 сентября в товарищеском матче со сборной Мальты (1:2), отыграв все 90 минут.

## Достижения
«Маккаби» Тель-Авив
- Чемпион Израиля: 2013/14